# 204-та повітрянодесантна бригада (СРСР)
204-та пові́тряно-деса́нтна брига́да (204 пдбр) — повітряно-десантна бригада, одне з найстаріших військових з'єднань повітряно-десантних військ Радянського Союзу. Брала активну участь у бойових діях у ході Бессарабсько-Буковинського походу та Другої світової війни.

## Історія з'єднання

### Інтербеллум
Літом 1938 в Червоній Армії було прийнято рішення про формування на базі наявних повітряно-десантних частин однотипних повітряно-десантних бригад з організаційно-штатною структурою, схожою із структурою загальновійськових частин. У стислі терміни всього було сформовано шість окремих повітряно-десантних бригад, в тому числі і 204-та окрема повітряно-десантна бригада. Формувалася вона в місті Житомир Київського військового округу (на базі наземних частин 13-ї адброн, командир Глазунов В. О.).
Після переформовування усі повітряно-десантні бригади були передані в підпорядкування сухопутних військ. Кожна повітряно-десантна бригада за штатом мала 1689 чоловік особового складу і включала:
- — парашутний батальйон;
- — мотомеханізований батальйон;
- — артилерійський дивізіон.

Під час вторгненні СРСР до Польщі у вересні 1939 204-та бригада перекидалася наземним транспортом й у бойових діях участі не брала.
Бригада також брала участь у радянсько-фінській війні. з 15 лютого по 12 березня 1940 року бригада знаходячись у резерві 15-ї армії неодноразово вводилися в бій в найкритичніші моменти обстановки.

#### Бессарабсько-Буковинський похід 1940

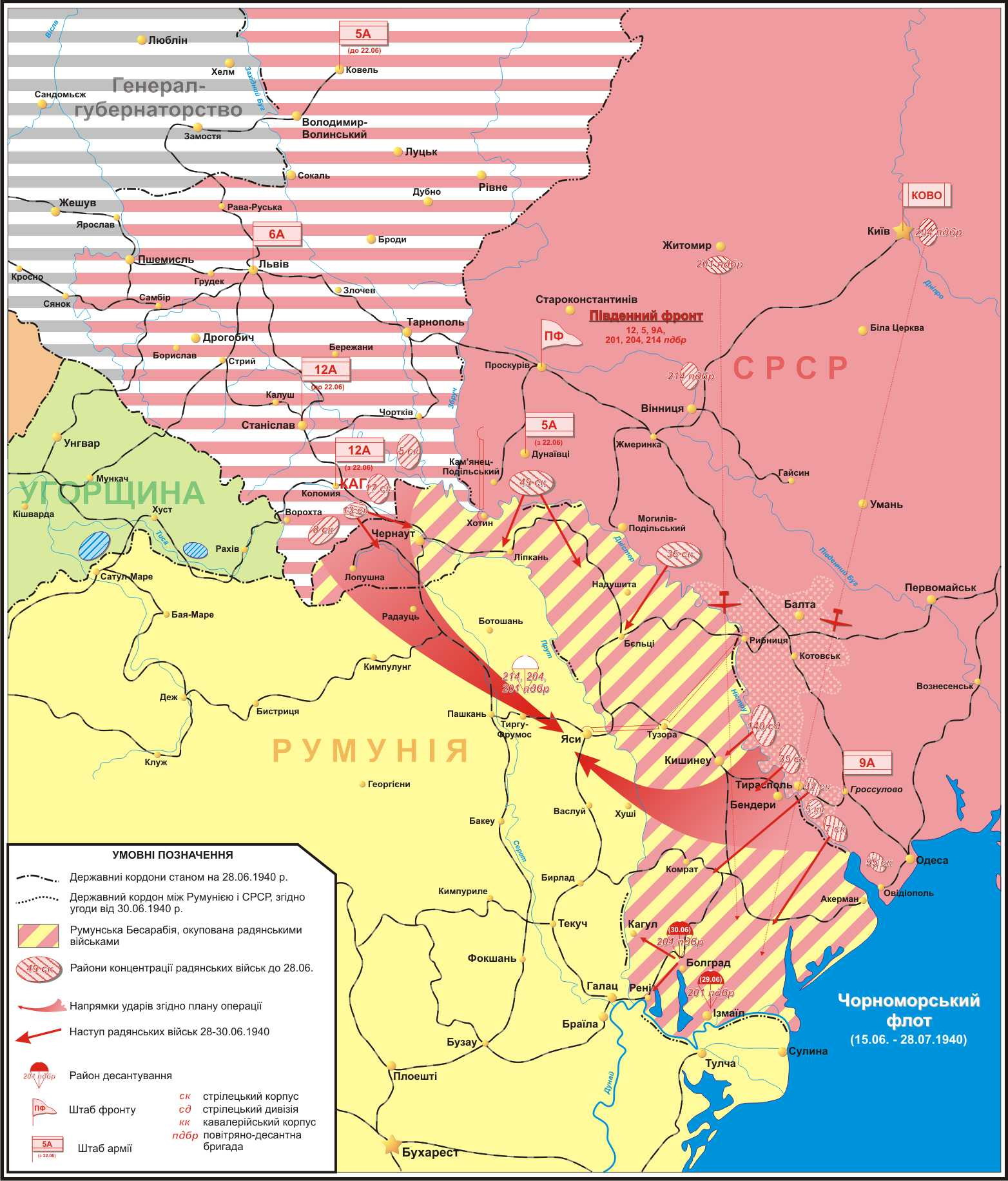
Оперативний план Бессарабсько-Буковинського походу РККА у 1940 році

Бригада брала участь у поході Червоної Армії на Бесарабію літом 1940. Як повітряні десанти було прийнято рішення висадити 201-шу і 204-ту повітряно-десантні бригади, а 214-ту передбачалося мати в резерві. Для проведення десантування залучалося 4 важких бомбардувальних авіаційних полки, зведених в авіаційну групу у складі якої було 170 важких транспортних літаків (ТБ-3), пристосованих для парашутного викидання людей і вантажів.
Повітряний десант був завчасно зосереджений залізницею у вихідному районі для десантування (Бориспіль, Калинівка, Скоморохи, Гоголево), на віддалені від району десантування в середньому до 350 км.
Вранці 29 червня командир 204-ї пдбр полковник І. І. Губаревич отримав наказ на десантування. Через декілька годин після отримання наказу підрозділи бригади почали висадку повітряного десанту за 12 км північніше Болграда. До кінця дня місто повністю контролювалося десантниками. Наступного дня 1-й батальйон бригади узяв під контроль місто Кагул і порт на Дунаї  — Рені.

## Бойовий склад
Бойовий склад бригади:
- управління
- 1-й парашутно-десантний батальйон
- 2-й повітряно-десантний батальйон
- 3-й повітряно-десантний батальйон
- 4-й повітряно-десантний батальйон
- школа молодшого командного складу
- окремий артилерійський дивізіон
- окрема зенітно-кулеметна рота
- окрема розвідувальна самокатна рота
- окрема рота зв'язку

## Командування

### Командири
- - генерал-майор Глазунов В. О.
  - полковник І. І. Губаревич

## Відео
- Освободители. Воздушный десант (рос.)